# Championnat de Bahreïn de football 2000-2001
Navigation
Saison précédente Saison suivante
La saison 2000-2001 du Championnat de Bahreïn de football est la quarante-cinquième édition du championnat national de première division à Bahreïn. Les douze meilleures équipes du pays sont regroupées au sein d'une poule unique où elles s'affrontent deux fois, à domicile et à l'extérieur. Il n'y a pas de relégation à l'issue de la compétition puisque la saison prochaine, les douze clubs de l'élite seront accompagnés par six clubs de deuxième division.
C'est Al Muharraq Club qui remporte la compétition, après avoir terminé en tête du classement final, avec sept points d'avance sur Busaiteen Club et douze sur le tenant du titre, Riffa Club. C'est le vingt-cinquième titre de champion de Bahreïn de l'histoire du club, qui réussit même le doublé en s'imposant en Coupe de Bahreïn face à Riffa Club.

## Les clubs participants
| - Al Muharraq Club - Riffa Club - East Riffa - Essa Town FC - Al Hilal Bahrain - Malkiya Club | - Busaiteen Club - Al-Ahli Club - Bahrain Club - Qalali FC - Setra Club - Promu de D2 - Al Hala SC |

## Compétition

### Classement
Le classement est établi sur le barème de points classique (victoire à 3 points, match nul à 1, défaite à 0).
| Rang | Équipe            | Pts | J  | G  | N  | P  | Bp | Bc | Diff |
| ---- | ----------------- | --- | -- | -- | -- | -- | -- | -- | ---- |
| 1    | Al Muharraq ClubC | 52  | 22 | 16 | 4  | 2  | 62 | 22 | +40  |
| 2    | Busaiteen Club    | 45  | 22 | 13 | 6  | 3  | 54 | 30 | +24  |
| 3    | Riffa ClubT       | 40  | 22 | 11 | 7  | 4  | 43 | 23 | +20  |
| 4    | Al-Ahli Club      | 31  | 22 | 8  | 7  | 7  | 40 | 28 | +12  |
| 5    | Essa Town FC      | 31  | 22 | 9  | 4  | 9  | 37 | 38 | -1   |
| 6    | East Riffa        | 28  | 22 | 7  | 7  | 8  | 31 | 44 | -13  |
| 7    | Bahrain Club      | 27  | 22 | 7  | 6  | 9  | 31 | 32 | -1   |
| 8    | Al Hilal Bahrain  | 25  | 22 | 5  | 10 | 7  | 31 | 41 | -10  |
| 9    | Al Hala SC        | 25  | 22 | 6  | 7  | 9  | 30 | 44 | -14  |
| 10   | Setra ClubP       | 18  | 22 | 5  | 3  | 14 | 23 | 41 | -18  |
| 11   | Qalali FC         | 18  | 22 | 4  | 6  | 12 | 23 | 44 | -21  |
| 12   | Malkiya Club      | 17  | 22 | 5  | 5  | 12 | 29 | 47 | -18  |

|  | Qualification pour la Coupe du golfe des clubs champions 2002            |
|  | T : Tenant du titre C : Vainqueur de la Coupe de Bahreïn P : Promu de D2 |

## Bilan de la saison
| Championnat de Bahreïn de football 2000-2001                        |                                                                                       |
| Champion                                                            | Al Muharraq Club (25e titre)                                                          |
| Coupes et trophées                                                  |                                                                                       |
| Vainqueur de la Coupe de Bahreïn 2000-2001                          | Al Muharraq Club                                                                      |
| Qualifications continentales                                        |                                                                                       |
| Coupe d'Asie des clubs champions 2001-2002                          | Aucun                                                                                 |
| Coupe des Coupes 2001-2002                                          | Aucun                                                                                 |
| Coupe du golfe des clubs champions 2002                             | Riffa Club                                                                            |
| Promotions et relégations                                           |                                                                                       |
| Promus en Bahraini Premier League                                   | Manama Club Sahel Club Al Ittifaq Daraz Al Ittihad Bahrain Budaiya Club Al Najma Club |
| Relégués en Championnat de Bahreïn de football de deuxième division | Aucun                                                                                 |